# Delphine Bézille
Delphine Bézille-Depardieu, née le 5 octobre 1972, est une coureuse cycliste française.

## Biographie
Delphine Bézille-Depardieu remporte deux fois le championnat du Lyonnais (1997 et 1998), comité à l'époque constitué de l'Ain, de la Loire et du Rhône. Elle est devenue diététicienne nutritionniste du sport à Montargis.

## Palmarès sur route
- 1995
  - 1re étape du GP Japon
  - 2e étape de Essor Mayennais
  - 2e du GP Japon
  - 2e de Essor Mayennais
- 1996
  - 4e étape du Tour de la Drôme
- 1997
  - Tour du Périgord :
    - Classement général
    - 1re et 2e étapes

  - Prix de la Ville du Mont Pujols
  - Tour de la Drôme :
    - Classement général
    - 3e, 4e et 5e étapes

### Grands tours

#### Tour d'Italie
- 1997 : 37e

#### Tour cycliste féminin
- 1997 : 77e